# Ken Griffey Jr.
George Kenneth Griffey (Donora, 21 novembre 1969) è un ex giocatore di baseball statunitense.
Soprannominato Junior e The Kid, in carriera ha giocato nel ruolo di esterno e negli ultimi anni come battitore designato. Nel 2016 è stato introdotto nella Baseball Hall of Fame con l'allora più alta percentuale di voti di tutti i tempi.
Oltre a numerosi record di squadra segnati nei Seattle Mariners e nei Cincinnati Reds, Ken è stato un giocatore molto popolare negli anni novanta. Nel 1999 fu inserito nella formazione del secolo della MLB e nello stesso anno The Sporting News lo inserì al 93º posto nella classifica dei migliori cento giocatori di tutti i tempi.La Nike creò un modello di scarpe che portavano il suo nome.
Il 31 maggio 2010 con i Seattle Mariners chiuse la propria carriera da professionista terminando al 6º posto di tutti i tempi in fuoricampo (630) e al 15° in RBI (1836).
Con la nazionale di baseball degli Stati Uniti d'America ha disputato il World Baseball Classic 2006.

## Carriera

### Seattle Mariners (1989-1999)
Figlio dell'ex giocatore dei Cincinnati Reds Ken Griffey Sr., nel 1987 Griffey Jr. fu scelto come primo assoluto nel Draft di quell'anno dai Seattle Mariners. In undici stagioni con Seattle (1989-1999) si impose come uno dei giocatori più prolifici della sua epoca, collezionando 1.752 battute valide, 398 fuoricampo, 1.152 punti battuti a casa e 167 basi rubate. Guidò l'American League nei fuoricampo in quattro stagioni (1994, 1997, 1998 e 1999) e fu premiato come MVP della lega nel 1997, mantenendo una media battuta di .297. Nel suo primo turno in battuta da professionista, batté un doppio.
La sua difesa al centro del campo era considerata il livello di eccellenza nel corso del decennio, testimoniato dalla vittoria di dieci Guanti d'oro consecutivi nel periodo 1990-1999. La sua ampia zona di copertura del campo gli permise spesso delle spettacolari ricezioni in tuffo, stupendo i tifosi con prese al limite del campo di gioco che derubarono i battitori avversari di probabili home run.
Il 3 aprile 1989, nella sua prima apparizione sul piatto, Griffey batté un doppio contro gli Oakland Athletics all'Oakland Coliseum. Una settimana dopo, nella prima occasione al box di battuta nel Kingdome, Griffey colpì il suo primo home run. Nella sua seconda stagione ottenne la prima convocazione all'All-Star Game.
Nel 1990 e 1991, Griffey e suo padre divennero la prima coppia di padre e figlio a giocare assieme per la stessa squadra. Nella prima partita di Griffey Sr. come Mariner, il 31 agosto 1990, batterono due singoli nel primo inning, andando entrambi a segnare un punto. Il 14 settembre, i due batterono due fuoricampo consecutivi contro i California Angels. Giocarono assieme 51 partite, prima che Griffey Sr. si ritirasse nel giugno 1991.
Nell'Home Run Derby del 1993, tenuto all'Oriole Park a Baltimora, Griffey colpì il deposito oltre il muro destro su Eutaw Street, l'unico giocatore della storia a riuscirvi. Nel 1994 guidò la lega in votazioni per l'All-Star Game. Quella stagione, che si concluse prematuramente il 12 agosto per una disputa contrattuale dei giocatori della MLB, vide Griffey battere 30 home run nelle prime 65 gare dei Mariners. Per quattro volte quell'anno batté più di un fuoricampo a partita. Anche se la sua media si abbassò nelle ultime otto settimane della stagione (batté solo 10 home run nelle ultime 47 gare dei Mariners), i suoi 40 home run battuti prima del 12 agosto erano ancora 2 più di Frank Thomas dei Chicago White Sox e quattro più di Albert Belle dei Cleveland Indians per la leadership della AL.
Uno dei momenti più memorabili della carriera di Griffey coi Mariners fu nelle American League Division Series (ALDS) del 1995 contro i New York Yankees. Dopo avere perso le prime due partite, i Mariners e Griffey erano sull'orlo dell'eliminazione ma rimontarono vincendo le successive due partite, giungendo alla decisiva gara 5. Nell'undicesimo inning di quella partita, con Griffey in prima base, il compagno Edgar Martínez batté un doppio. Griffey corse attorno alle basi, giungendo fino a casa per il punto della vittoria, venendo sollevato in trionfo da tutta la squadra. Quelle AL Division Series diedero il via ad una breve rivalità tra gli Yankees e i Mariners. Griffey contribuì dicendo che non avrebbe mai giocato per gli Yankees, a causa del modo in cui avevano trattato suo padre. Inoltre, quando da bambino Griffey assieme al padre stava visitando il circolo degli Yankees, il loro manager Billy Martin l'avrebbe cacciato fuori credendo che vi si fosse intrufolato senza permesso. Anche se i Mariners in seguito persero le American League Championship Series contro i Cleveland Indians (allenati da quello che poi sarebbe diventato il manager dei Mariners, Mike Hargrove), quel momento rimane uno dei più celebri della storia franchigia, il punto più alto della stagione che "salvò il baseball a Seattle", L'imprevista corsa nei playoff di Seattle quell'anno, aiutata dal ritorno di Griffey da un infortunio, portò alla costruzione del Safeco Field e assicurò un futuro alla franchigia che da anni sembrava sul punto di trasferirsi altrove. La giocata ispirò anche il videogioco Ken Griffey, Jr.'s Winning Run per Super Nintendo.

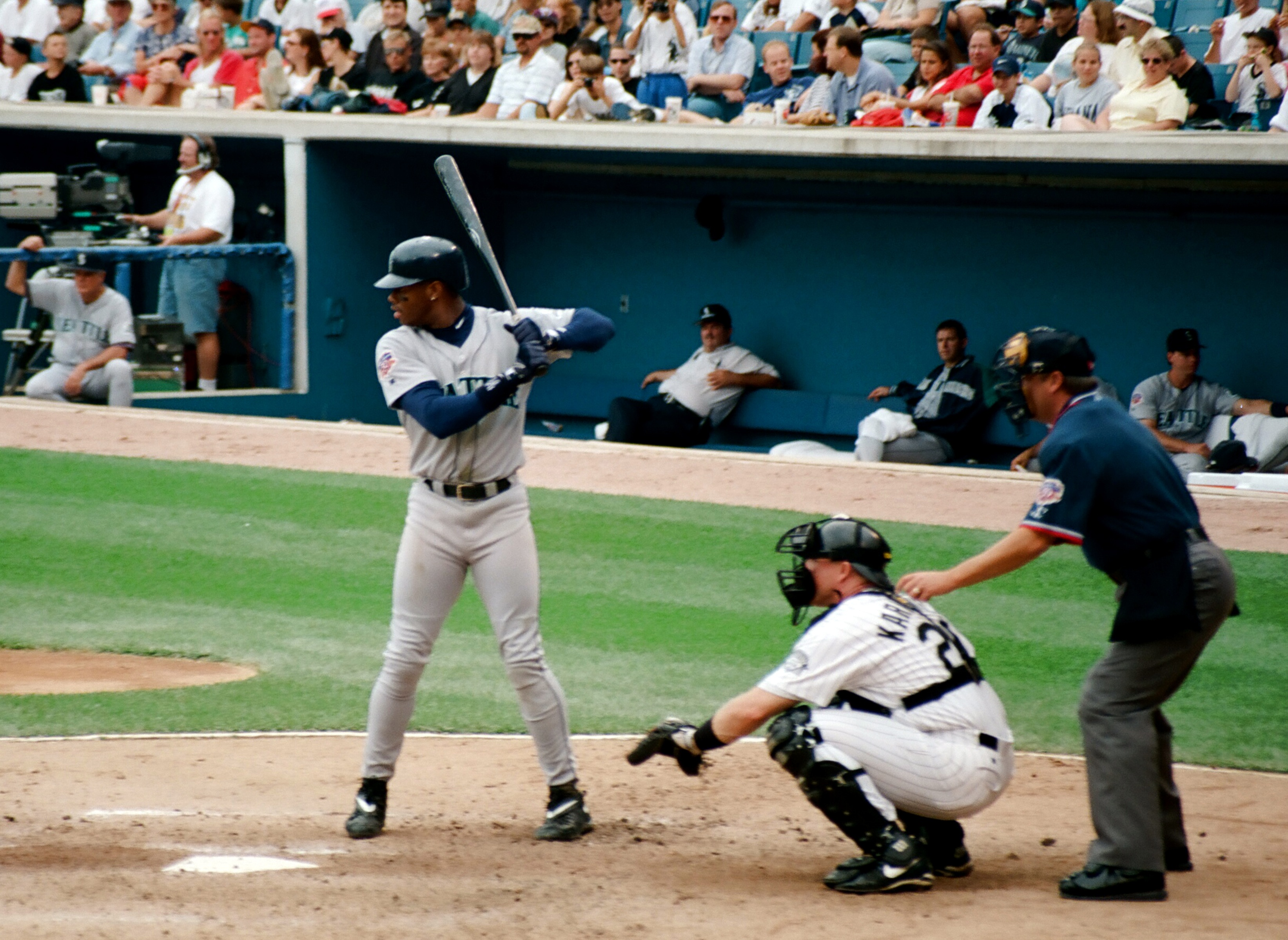
Griffey in battuta per i Mariners nel 1997

Nel 1997, Griffey guidò i Mariners alla vittoria della AL West division, venendo premiato come MVP della lega: batté con .304, con 56 fuoricampo e 147 punti battuti a casa. La stagione successiva, quella del 1998, attrasse molto interesse da parte della stampa nazionale poiché Griffey e Mark McGwire giunsero all'estate con una media superiore a quella del record di 61 fuoricampo di Roger Maris. Anche se Griffey arrivò a breve distanza rallentato dagli infortuni, la MLB trasse beneficio da quella stagione per attirare giovani tifosi e per fare tornare coloro che erano rimasti delusi dopo la sciopero dei giocatori del 1994. grazie alle prestazioni di McGwire, Sammy Sosa e Griffey. La stagione di quest'ultimo terminò con cifre quasi identiche all'anno precedente: 56 home run e 146 RBI. Nel 1999, all'età di 29 anni, Griffey Jr. fu il più giovane giocatore nella lista dei cento migliori giocatori della storia redatta da Sporting News.

#### L'addio a Seattle (1999-2000)
Griffey risiedeva ad Orlando nello stesso quartiere del golfista Payne Stewart. Dopo che questi morì in un incidente aereo il 25 settembre 1999, Griffey iniziò ad esprimere il desiderio di vivere più vicino ai suoi parenti nella sua città natale di Cincinnati. Inoltre voleva essere in grado di potere crescere i propri figli, Trey e Taryn (Tevin all'epoca non era ancora nato). Il 10 febbraio 2000, Griffey fu scambiato coi Reds per il lanciatore Brett Tomko, l'esterno Mike Cameron e i giocatori delle minor league Antonio Perez e Jake Meyer. Con la nuova squadra firmò un contratto di nove anni del valore di 112,5 milioni di dollari, con un'opzione per un decimo anno.

### Cincinnati Reds

#### Stagioni 2000-2004

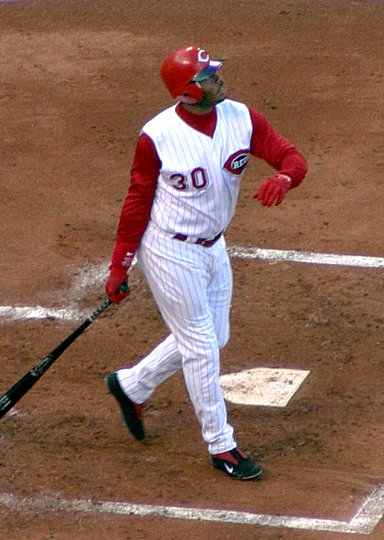
Griffey in battuta per i Cincinnati Reds nel 2004.

La stagione 2000 fu generalmente vista dai media come l'inizio del declino dello status di superstar di Griffey. Anche se le sue statistiche durante quell'annata furono rispettabili, furono molto al di sotto del suo precedente standard: in 145 gare batté con .271 con 40 fuoricampo, ma solo .943 di media bombardieri, la peggiore degli ultimi cinque anni. Nel 2000, Griffey cambiò il suo numero dal 24 al 30, il numero del padre quando giocava a Cincinnati e Seattle. Inoltre il numero 24 era già ritirato in onore di Tony Pérez. Tra il 2001 e il 2004, Griffey tormentato dagli infortuni, che gli fecero chiudere in anticipo le stagioni 2002, 2003 e 2004. Tali infortuni rallentarono anche la velocità della sua mazza, risultando in meno potenza e meno fuoricampo. Tali problemi costrinsero Griffey a perdere 260 partite su 486 dal 2002 al 2004, diminuendo le sue abilità e la sua reputazione di stella.
Nel 2004, Griffey evitò infortuni significativi nella prima parte della stagione e il 20 giugno divenne il 20º giocatore a battere 500 home run in carriera. Quel giorno era anche la Festa del papà e, nella gara contro i St. Louis Cardinals al Busch Stadium, Griffey Sr. si trovava in tribuna; quel fuoricampo pareggiò anche il numero di battute valide di Griffey Jr. in carriera con quelle del padre, 2.143. Tuttavia, gli infortuni tornarono poco prima della pausa per l'All-Star Game, subendo una parziale rottura del legamento del ginocchio che lo tenne fuori dalla manifestazione. La conseguente operazione chirurgica non gli permise di muovere la gamba fino alla fine di ottobre. Riuscì comunque a tornare disponibile per la stagione 2005, dove ad aprile batté con .244 e un fuoricampo (il 30 aprile) e nove punti battuti a casa.

#### Stagioni 2005-2006
A partire dal 1º maggio, la stagione 2005 vide la rinascita di un ristabilito Griffey. I suoi 35 home run furono il massimo dalla sua prima stagione coi Reds, iniziando lentamente ad avvicinarsi alle posizioni più alte nelle classifica dei fuoricampo in carriera. Concluse la stagione alla pari con Mickey Mantle, dopo avere superato Jimmie Foxx, Ted Williams, Willie McCovey, Ernie Banks, Eddie Mathews, Mel Ott e Eddie Murray.

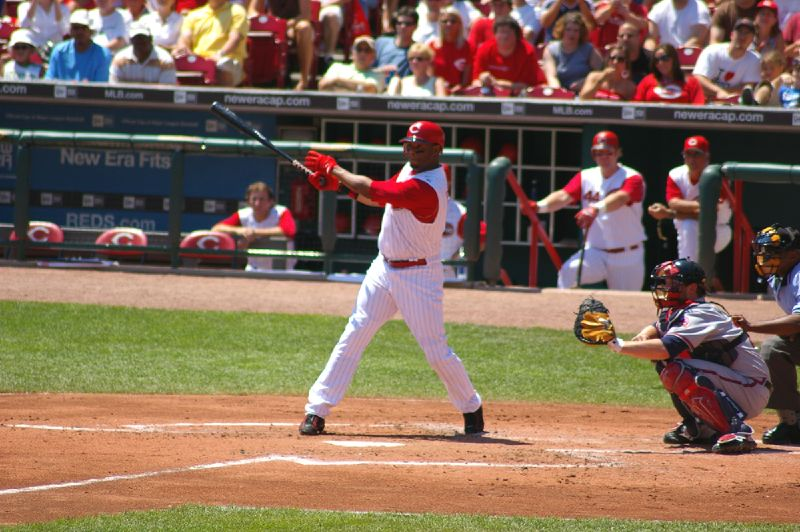
Griffey Jr. nel 2006

All'inizio di settembre, il giocatore si infortunò a un tendine del ginocchio destro. Il 22 settembre, coi Reds fuori dalla corsa ai playoff, la squadra decise di tenerlo fuori per il resto della stagione così da potere operarsi immediatamente in artroscopia. Ad ogni modo, le sue 128 gare disputate nel 2005 furono il suo massimo dalla stagione 2000. La ripresa di Griffey fu premiato con il Comeback Player of the Year della National League. Dopo la stagione prese parte al World Baseball Classic con la squadra statunitense allenata dal padre. Griffey batté con .524 ma la squadra non riuscì a raggiungere le semifinali.
Durante la seconda gara della stagione 2006, Griffey batté l'home run numero 537, superando Mickey Mantle al 12º posto nella classifica di tutti i tempi. A maggio, nella prima partita dell'ultimo mese a causa di un infortunio al ginocchio, batté un home run da 3 punti nell'11º inning contro i Washington Nationals. Il 5 giugno, Griffey pareggiò il record di Fred McGriff battendo un fuoricampo nel 43º stadio diverso. Il 25 giugno superò Mike Schmidt col fuoricampo numero 549. Il 25 settembre raggiunse Reggie Jackson al decimo posto di tutti i tempi.
Gli infortuni continuarono anche alla fine della stagione 2006. Mentre era in vacanza alle Bahamas con la famiglia,si ruppe il polso. Tuttavia il giocatore disse di ritenere di potersi ristabilire in tempo per gli allenamenti primaverili.

#### Stagione 2007

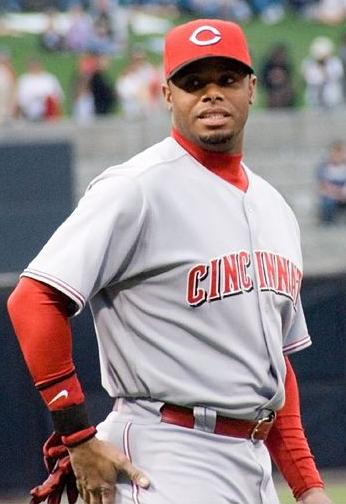

Il 10 maggio 2007, Griffey batté il sesto fuoricampo della stagione e il 569º in carriera, raggiungendo Rafael Palmeiro al nono posto di tutti i tempi. Lo superò tre giorni dopo e raggiunse Harmon Killebrew all'ottavo posto il 22 maggio. Superò anche lui tre giorni dopo.
Il 22 giugno 2007, Griffey fece il suo primo ritorno a Seattle dopo il suo scambio coi Reds. Prima della partita, i Mariners lo onorarono con una presentazione di 15 minuti comprendente le migliori giocate della sua carriera con la squadra che fu chiamata "La casa costruita da Griffey Built" e che vedeva la presenza degli Hall of Famer ed ex compagni di squadra Jay Buhner e Edgar Martínez a tessere le lodi del giocatori. La folla dello stadio, tutto esaurito, gli tributò una standing ovation di quattro minuti. Griffey non si aspettava tale accoglienza e tenne un breve ma intenso discorso di ringraziamento. Molti tifosi presenti esposero cartelli con le scritte: "The House that Griffey Built", "Seattle Junior" e "Griffey we miss you." In quella partita batté una valida su 5 apparizioni al piatto. Il 24 giugno batté 2 fuoricampo superando Mark McGwire al settimo posto di tutti i tempi.
In un'intervista in un episodio di "In My Own Words" con Angie Mentink su FSN Northwest, Griffey affermò che avrebbe voluto chiudere la carriera come Seattle Mariner e di sentire di doverlo ai tifosi di Seattle: "Lo farei? Certo. Per il semplice motivo per cui questo è il posto dove sono cresciuto. Lo devo alla gente di Seattle e a me stesso di ritirarmi come Mariner."
Dopo la serie tra i Reds e i Mariners dal 22 al 24 giugno 2007, iniziò una petizione dei tifosi per chiedere alla dirigenza di riportare indietro Griffey. Furono raccolte oltre 1.900 firme.
Griffey ricevette più voti di qualsiasi altro giocatore della National League per l'All-Star Game 2007. Il 10 luglio, giorno della partita, segnò due punti. Il 16 luglio batté il suo 587º home run superando Frank Robinson al sesto posto di tutti i tempi. Due giorni dopo batté la sua valida numero 2.500 su un lancio di John Smoltz degli Atlanta Braves.
Il 19 settembre 2007, in una gara contro i Chicago Cubs, Griffey si infortunò all'inguine chiudendo la stagione in lista infortunati, come accadde spesso durante le sue annate ai Reds.

#### Stagione 2008
Il 4 aprile 2008, Ken Griffey Jr. superò Reggie Jackson al 16º posto di tutti i tempi con il suo 1.702º punto battuto a casa. Il 9 giugno Griffey batté il suo 600º home run contro i Florida Marlins nel primo inning al Land Shark Stadium a Miami. I tifosi di entrambe le squadre gli tributarono una standing ovation.

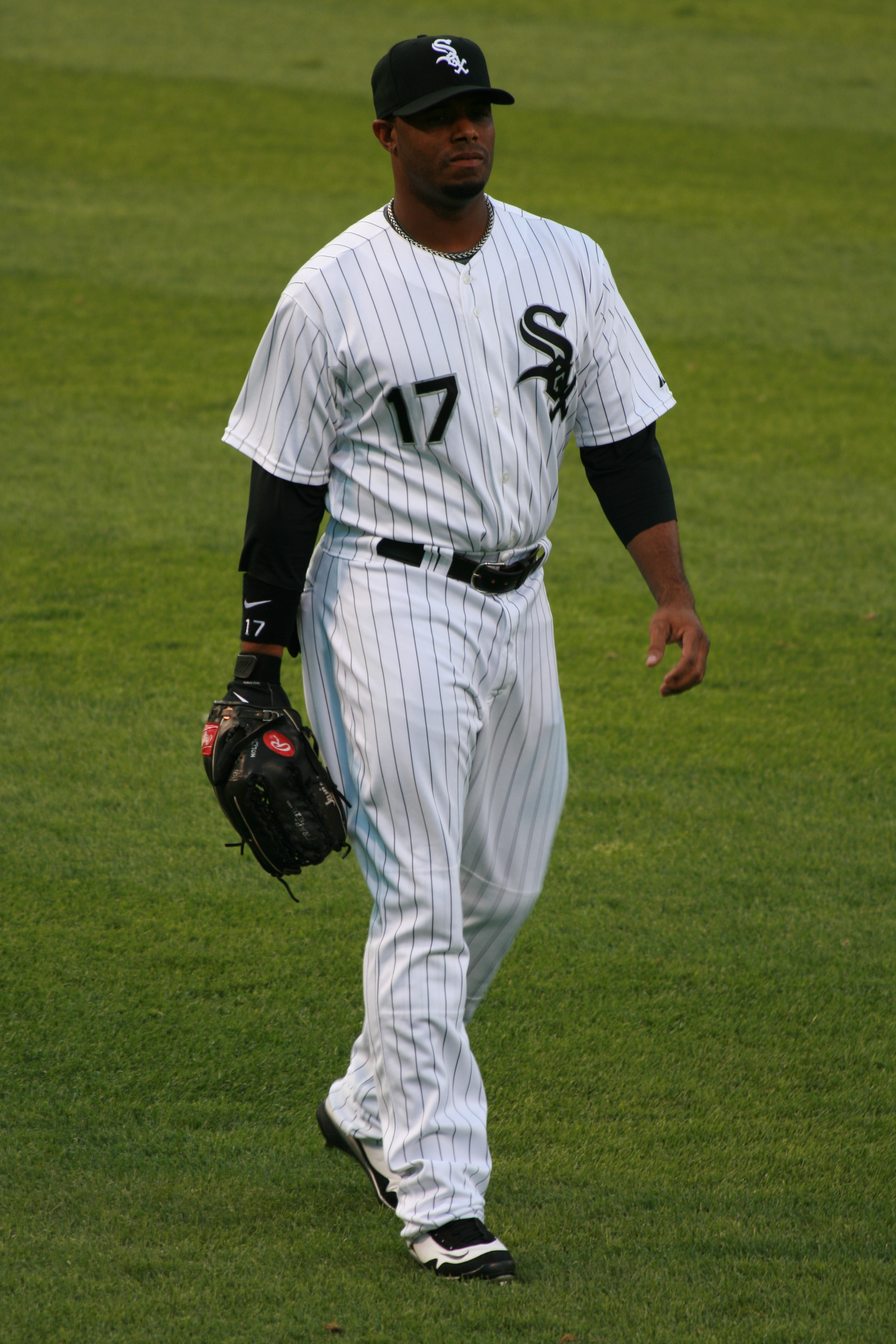
Ken Griffey Jr. nel 2008 coi Chicago White Sox.

Malgrado l'essere stato per la maggior parte della stagione secondo nelle votazioni per gli esterni dell'All-Star Game, Griffey finì quarto con 2.907.746 preferenze, 87.000 meno di Kosuke Fukudome. Prima della pausa per l'evento, Griffey stava battendo con .239, con 12 fuoricampo e 42 RBI.
Il 30 luglio, Griffey batté il suo 608º fuoricampo nell'ultima gara coi Reds.
Griffey fu criticato da alcuni per i suoi anni con i Reds. Gregg Doyel paragonò quelle annate alla squadra dei Reds del 2010: "È una squadra diversa da quelle vecchie squadre di softball con le pance piene di birra degli anni recenti. Quei Reds erano Ken Griffey e Adam Dunn stravaccati sulle poltrone di pelle del circolo, che battevano fuoricampo, sbagliavano palle in difesa e pensavano di avere capito tutto, quando invece l'unica cosa che avevano capito era come perdere."

### Chicago White Sox
Il 21 luglio 2008, ultimo giorno utile per effettuare degli scambi, Griffey fu scambiato coi Chicago White Sox per il lanciatore Nick Masset e l'interno Danny Richar, concludendo i suoi nove anni a Cincinnati. Nella sua prima partita coi White Sox, colpì due valide su tre, con 2 punti battuti a casa, una base ball e un punto.
Il 20 agosto 2008, Griffey batté il suo primo fuoricampo come membro dei White Sox, su un lancio di R.A. Dickey dei Mariners che gli fece raggiungere Sammy Sosa al quinto posto di tutti i tempi. Lo superò il 23 settembre.
Il migliore momento di Griffey nella sua parentesi coi White Sox came avvenne il 30 settembre, nell'ultima gara della stagione 2008, una 163ª partita extra effettuata come spareggio tra i White Sox e i Minnesota Twins terminate entrambe in testa alla AL Central. Nel quinto inning di una gara senza punti segnati, il terza base avversario Brendan Harris batté in direzione di Griffey al centro del campo, che afferrò la palla e la lanciò verso il ricevitore dei White Sox A.J. Pierzynski che toccò Michael Cuddyer mentre stava arrivando in casa base, completando il doppio gioco. I White Sox batterono i Twins 1-0, qualificandosi per le American League Division Series, dove persero coi Tampa Bay Rays.
Il 30 ottobre 2008, i White Sox declinarono un'opzione da 16 milioni di dollari su Griffey, rendendolo free agent per la prima volta in carriera. Griffey invece ricevette una buonuscita da 4 milioni, divisa tra Reds e White Sox. Griffey batté 18 home run complessivamente con le due squadre nel 2008.

### Ritorno ai Mariners

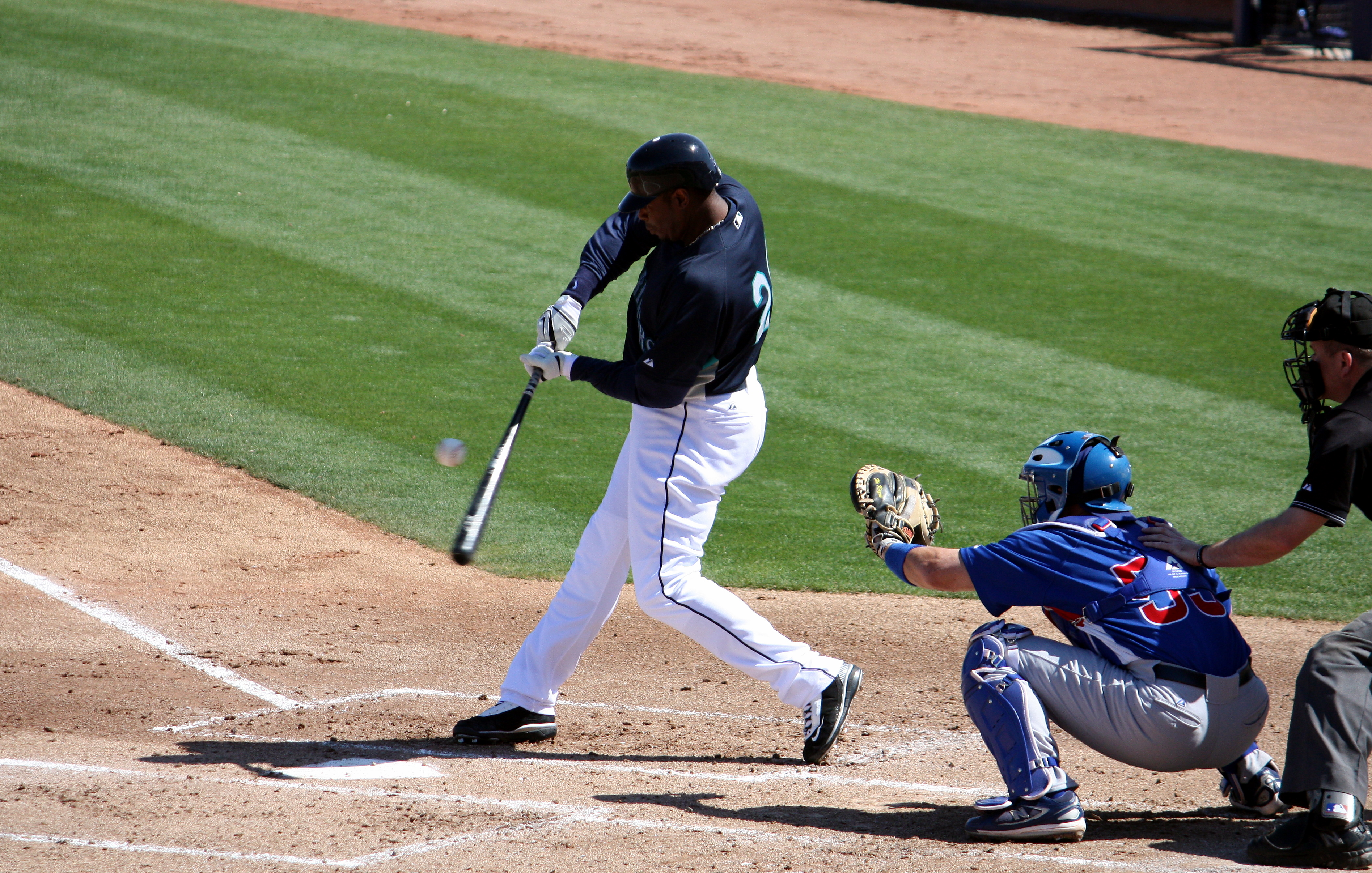
Griffey di nuovo coi Mariners nel marzo 2009.

Divenuto free agent, Griffey fu corteggiato dai Mariners e dagli Atlanta Braves. La stampa nazionale era dubbiosa su quanto potesse essere ancora competitivo, col Washington Post che scrisse: "...i Mariners non stanno per firmare Griffey per motivi legati al baseball; lo stanno riportando a Seattle per vendere biglietti." Griffey accettò la proposta contrattuale fattagli dai Mariners il 18 febbraio 2009. Griffey indicò di avere ragioni sentimentali per tornare a Seattle, a causa dell'accoglienza eccezionalmente positiva che ricevette quando vi si presentò con Cincinnati Red nel giugno 2007, ma che avrebbe anche voluto passare ai Braves per la loro prossimità ad Orlando, Florida, per stare con la famiglia durante la stagione. Apparentemente, Griffey fu molto vicino a firmare coi Braves ma una conversazione con Willie Mays e la sua figlia tredicenne giocarono un fattore importante nella scelta. Griffey scelse di tornare ad indossare il numero 24 coi Mariners. Durante le nove stagioni della sua assenza (2000-2008), esso non era mai stato assegnato ad alcuno.

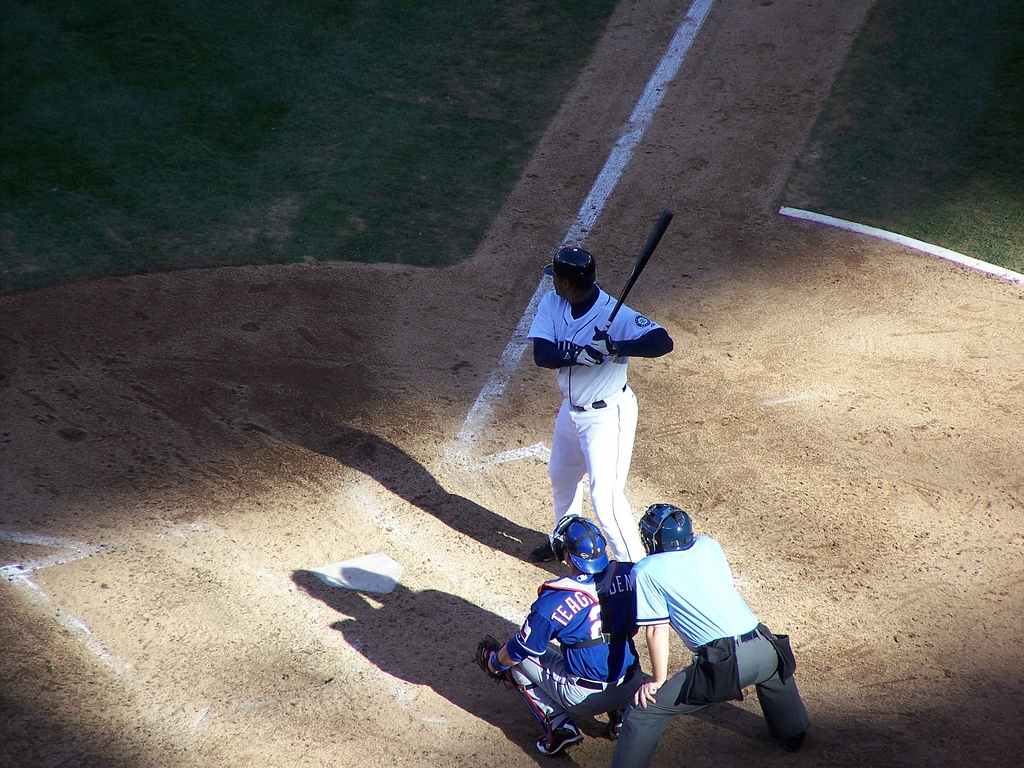
Ken Griffey Jr. nell'ultimo turno in battuta della stagione 2009.

Griffey batté una valida su due turni in battuta (un fuoricampo) nel suo debutto stagionale contro i Minnesota Twins. Fu il suo ottavo nella giornata di apertura, un record assoluto condiviso con Frank Robinson e Adam Dunn. Il 15 aprile 2009 batté il suo 400º home run come Mariner (il 613º in carriera) contro i Los Angeles Angels, diventando il primo giocatore della MLB a battere 400 fuoricampo con una squadra e 200 con un'altra.
Il 23 giugno 2009, al Safeco Field, Griffey batté il 5.000º home run nella storia della franchigia contro i San Diego Padres. Il 1º settembre ne batté uno al nuovo Yankee Stadium, il 44º stadio in cui vi riuscì.
Griffey giocò coi Mariners anche nella stagione 2010 con un contratto simile a quello del 2009, ma fatico in attacco nei primi due mesi, battendo con un misero .184. Il 27 aprile superò Andre Dawson al 45º posto nelle classifica delle battute valide in carriera. Il 20 maggio 2010, in una gara contro i Toronto Blue Jays, Griffey batté un punto a casa contro il closer Kevin Gregg che diede la vittoria alla sua squadra per 4-3. I Mariners avevano iniziato il nono inning in svantaggio per 3-1. Quel singolo fu l'ultima battuta valida e l'ultimo RBI della carriera di Griffey nella Major League Baseball, consentendogli di superare Rafael Palmeiro al 14º posto nella classifica di tutti i tempi degli RBI.

### "Napgate" e ritiro

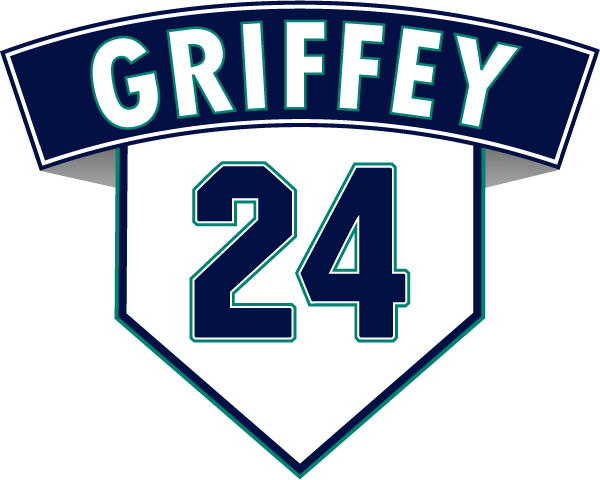
I Mariners hanno ritirato il numero 24 di Ken Griffey Jr. nel 2016

Nel maggio 2010, il manager dei Mariners Don Wakamatsu prese la decisione di limitare significativamente il ruolo in campo di Griffey, a causa delle sue prestazioni non all'altezza. Il 10 maggio 2010, il giornalista Larry Larue riportò che Wakamatsu non aveva utilizzato Griffey come pinch hitter la settimana precedente poiché due giocatori avevano fatto sapere che Griffey si era addormentato durante una partita. La stampa nazionale presto si interessò all'incidente, soprannominato "Napgate." Nei giorni successivi, il compagno Mike Sweeney sfidò chiunque avesse affermato che Griffey si fosse addormentato, minacciando persino il confronto fisico mentre Wakamatsu stesso negò che Griffey si fosse addormentato. Griffey, dal canto suo, non negò nulla. L'agente di Griffey affermò che l'articolo iniziale di Larue fosse stato pubblicato per errore e che Larue aveva chiesto che fosse rimosso, cosa però negata dall'interessato. Dopo la pubblicazione di tale articolo, Larue fu boicottato dai giocatori di Seattle.
Il 2 giugno 2010, con la squadra ancora scossa dall'accaduto, Griffey lasciò i Mariners dopo la seconda di quattro partite di una serie contro i Minnesota Twins, partendo nel bel mezzo della notte e attraversando in auto tutta la nazione in direzione Florida. Pubblicò poi un comunicato attraverso l'organizzazione dei Seattle Mariners annunciando il suo ritiro effettivo immediatamente. Il presidente della franchigia Chuck Armstrong fu l'unico ad essere inizialmente informato della decisione dall'agente del giocatore; Griffey lo chiamò mentre era in viaggio per confermare il fatto. Il suo ritiro fu annunciato al Safeco Field prima che i Mariners scendessero in campo contro i Twins. In un'intervista del 17 maggio 2011, Griffey affermò di essersi ritirato per evitare di essere di distrazione alla squadra.

## Palmarès
- MVP dell'American League: 1

1997
- MLB All-Star: 13

1990-2000, 2004, 2007
- MVP dell'All-Star Game: 1

1992
- Guanti d'oro: 10

1990-1999
- Silver Slugger Award: 7

1991, 1993, 1994, 1996-1999
- Vincitore dell'Home Run Derby: 3

1994, 1998, 1999
- Leader dell'American League in fuoricampo: 4

1994, 1997-1999
- Leader dell'American League in RBI: 1

1997
- Numero 24 ritirato dai Seattle Mariners
- Seattle Mariners Hall of Fame
- Cincinnati Reds Hall of Fame
- Formazione del secolo della MLB

## Griffey Jr. nella cultura di massa
- Griffey Jr. nel 1992 ha partecipato come guest star in un episodio de I Simpson, intitolato Homer alla battuta, insieme ad altre otto stelle dell'epoca della MLB[56].
- Nel 1994, Griffey Jr. ha partecipato alla puntata Orgoglio ferito della quinta stagione di Willy, il principe di Bel-Air interpretando se stesso.